# Rhabditophora
Rhabditophora je velký klad, resp. podkmen ploštěnců, který zahrnuje všechny jejich zástupce vyjma řetěznatek (Catenulida), tj. drtivou většinu druhů tradiční (parafyletické) třídy ploštěnek a celý parazitický klad Neodermata (tasemnice, motolice a jednorodí). Řetěznatky představují vůči kladu Rhabditophora sesterský taxon.
Ploštěnky podkmene Rhabditophora sdílejí specializované tyčinkovité inkluze nazývané rhabdoidy a rhabdity, které vznikají v mezenchymu, anebo v pokožce; po vyloučení se z nich stává slizovitá vrstva, jež může sloužit ke znehybnění kořisti, ochraně před vyschnutím, anebo jako obrana proti predátorům. Zástupci kladu Neodermata mají krycí soustavu značně modifikovanou, dospělci jsou kryti neodermis neboli tegumentem, specializovaným syncitiálním epitelem, a přítomnost rhabditů u nich nebyla spolehlivě prokázána.

## Systém[4]
podkmen Rhabditophora
- infrakmen Macrostomorpha
  - řád Haplopharyngida
  - řád velkoústí (Macrostomida)
- infrakmen Trepaxonemata
  - nadtřída Amplimatricata
    - řád mnohovětevní (Polycladida)
    - řád Prorhynchida

  - nadtřída Gnosonesimora
    - řád Gnosonesimida

  - nadtřída Euneoophora
    - třída rovnostřevní (Rhabdocoela)
      - řád Dalytyphloplanida
      - řád Kalyptorhynchia

    - třída nevětvení (Proseriata)
      - řád Unguiphora
      - řád Lithophora

    - třída Acentrosomata
      - podtřída Adiaphanida
        - řád trojvětevní (Tricladida)
        - řád Prolecithophora
        - řád Fecampiida

      - podtřída Bothrioneodermata
        - infratřída Bothrioplanata
          - řád Bothrioplanida

        - infratřída Neodermata